# Guillermo Betancourt
Guillermo Betancourt Scull (19 luglio 1963) è un ex schermidore cubano, vincitore di una medaglia d'argento nella scherma ai giochi olimpici.

## Biografia
Ha partecipato ai Giochi della XXII Olimpiade di Mosca nel 1980 ed ai Giochi della XXV Olimpiade di Barcellona nel 1992.

## Palmarès
In carriera ha conseguito i seguenti risultati:
- Giochi Olimpici:

Barcellona 1992: argento nel fioretto a squadre.
- Mondiali di scherma

Budapest 1991: oro nel fioretto a squadre.
- Giochi Panamericani:

Indianapolis 1987: oro nel fioretto individuale ed a squadre.
Mar del Plata 1995: oro nel fioretto individuale ed a squadre.